# Adil Chihi
Adil Chihi (Düsseldorf, 21 februari 1988) is een Duits-Marokkaans voetballer die bij voorkeur in de aanval speelt. Hij debuteerde in 2007 voor het Marokkaans voetbalelftal.